# Platambus koreanus
Platambus koreanus är en skalbaggsart som först beskrevs av Nilsson 1997.  Platambus koreanus ingår i släktet Platambus och familjen dykare. Inga underarter finns listade i Catalogue of Life.